# Prosper Nabyolwa
 (octobre 2019).
Prosper Nabyolwa, né le 1er juin 1952 à Bukavu dans le Sud-Kivu, est lieutenant général au sein des Forces armées de la République démocratique du Congo (FARDC), où il occupe le poste de chef d’État-major général adjoint chargé des opérations.

## Biographie
Le général Prosper Nabyolwa a fait sa formation à l'EFO (École de formation des officiers) à Kananga, il a fait partie de la 5e Promotion. Avant d'entrer à l'EFO, il a d'abord terminé ses études secondaires au collège Alfajiri de Bukavu.

Il a eu l'occasion de faire beaucoup de stages de formation, aussi bien au pays qu'à l'étranger (Texas, L'école d'artillerie en Belgique, Marche-les-Dames, Israël, Égypte).

Il a été officier au sein de la division spéciale présidentielle (DSP), chargée de l'entrainement, ensuite commandant du centre d'instruction de Kibomango, il quitta cette unité en 1991 avec le grade de lieutenant-colonel.

## Parcours
Il a pris part aux côtés du général Mahele à l'intervention militaire des forces armées zaïroises (FAZ) au Rwanda au début des années 1990, pour repousser les troupes rebelles dirigées par Fred Rwigema et Paul Kagame. Durant la Première guerre du Congo, il a combattu dans le camp des FAZ à Bukavu, Kisangani, puis Kenge.
Au lendemain de la prise de pouvoir de Laurent-Désiré Kabila, il rejoint le service national, une structure mise en place par l'État et dirigée par le général major Denis Kalume, chargée de la formation professionnelle de la jeunesse (apprentissage de la menuiserie, de la maçonnerie, l'agriculture, formation militaire de base...). Lors de la deuxième guerre du Congo, il se voit confier la formation d'un régiment commando. Colonel avec ce régiment commando, il parvient à arrêter en 1999 l'avancée des troupes du MLC soutenues par l'armée ougandaise.
En 2002, le président Joseph Kabila le nomme au grade de Général de Brigade, et il se voit confier le commandement de la région militaire de la province de l'Équateur, poste qu'il occupe jusqu'au début de la transition en juin 2003, il se voit confier à cette occasion, pour la première fois, la parade militaire de la fête nationale, le 30 juin 2003.
Le 19 août 2003, il est nommé commandant de la région militaire du Sud-Kivu, il occupe ce poste jusqu'en mars 2004, il sera remplacé par le Général de Brigade Félix Mbuza Mabe. Depuis juin 2004, il exerce les fonctions de commandant de la défense de ville de Kinshasa, unité mise sur pied à la suite de la tentative de coup d'État orchestré par le major Eric Lenge (en), alors commandant de la garde présidentielle pour la ville de Kinshasa.
Nommé commandant Force de l'union africaine MICOPAX, en Centrafrique. Grâce à lui, en 2011, les rebelles de la Séléka sont stoppés dans leur première tentative de prise de pouvoir à Bangui contre François Bozizé. Bon négociateur, il a protégé successivement les différents opposants centrafricains en vue d'activer les négociations politiques qui ont produit l'accalmie au Front. Homme intégré pendant sa gestion des forces de l'union africaine (UA) ...il a appris aux militaires tchadiens, camerounais, gabonais et autres congolais de Brazzaville que les officiers Rd Congo sont capables de mener à bien une gestion orthodoxe[non neutre].